# Cirrhilabrus bathyphilus
Cirrhilabrus bathyphilus е вид лъчеперка от семейство Labridae.

## Разпространение
Видът е разпространен в Австралия и Нова Каледония.